# Lista över Göta Lejons teateruppsättningar
Det här är en lista över Göta Lejons teateruppsättningar.
| År   | Produktion                                            | Upphovsmän                                                                                              | Regi                      | Noter |
| ---- | ----------------------------------------------------- | --- | ------------------------- | --- |
| 1938 | Gänget jobbar för en fotboll                          | | Johan Falck               | Premiär 15 januari 1938 Gästspel av Konsums barnteater |
| 1959 | Den politiske kannstöparen Den politiske kandstøber   | Ludvig Holberg                                                                                          | Rune Carlsten             | Premiär våren 1959 Holger Löwenadler, Elsa Carlsson, Lars Lind, Erland Josephson, Torsten Wahlund, Catherine Berg, Monica Nielsen, Niels Dybeck, Olof Sandborg, Olle Hilding, Carl-Gunnar Wingård, Gustaf Andersson, Hans Sundberg, Tommy Nilson, Per Sjöstrand, Erik Rosén Scenografi och kostym Marik Vos Gästspel av Dramaten 1 föreställning |
| 1959 | Tyst i huset, eller Trasslet som blev värre           | Per Edström                                                                                             | Per Edström               | Premiär våren 1959 Lars Lind, Pia Bæckström, Håkan Serner, Åke Lagergren, Eva Engström, Torsten Wahlund, Monica Nielsen, Lars Edström, Helena Brodin Scenografi Nils Olsén, Kostym Sonja Carlsson Gästspel av Dramaten 4 föreställningar |
| 1976 | Svea Hund                                             | Hans Alfredson och Tage Danielsson                                                                      |                           | Premiär 15 februari 1976 Hans Alfredson, Tage Danielsson, Gösta Ekman, Monica Zetterlund, Lena Nyman, Tommy Körberg, Lena Ericsson, Lasse Bagge, Kerstin Bagge, Bosse Andersson |
| 1982 | Fröken Fleggmans mustasch                             | Hans Alfredson och Tage Danielsson                                                                      | Tage-Lena Ekfredson       | Premiär 14 januari 1982 Hans Alfredson, Tage Danielsson, Gösta Ekman, Lena Nyman |
| 1983 | Evita                                                 | Andrew Lloyd-Webber och Tim Rice                                                                        | Harold Prince             | Premiär 15 april 1983 Derin Altay, R. Michael Baker, Robb Alton, Heidi Stalling Gästspel av den amerikanska Broadwayturnén |
| 1983 | Brel                                                  | Olle Ljungberg och Sonja Gube                                                                           | Olle Ljungberg            | Premiär 1 oktober 1983 Evabritt Strandberg, Tommy Körberg, Nina Gunke, Lars Humble, Johnny Rosen Koreografi Sonja Gube, Scenografi Olle Ljungberg |
| 1984 | Emil i Lönneberga                                     | Astrid Lindgren                                                                                         | Staffan Götestam          | Premiär 18 februari 1984 Siw Malmkvist, Brasse Brännström, Stig Grybe, Pontus Lantz, Andreas Reutercrona, Anna Hagstedt, Anna-Miranda Segander, Eleonor Lundberg, Christina Schollin, Sture Hovstadius, Fredrik Ohlsson, Ann-Marie Adamsson, Brita Billsten, Gunnar Ernblad, Bonzo Jonsson, Marianne Karlbeck, Maria Kulle, Kent Malmström, Dan Nerenius, Hans Wahlgren |
| 1984 | Hair                                                  | James Rado, Gerome Ragni och Galt MacDermot                                                             | Bill Fabris               | Premiär 3 september 1984 Scott Riedel, Richard Poole, Juliana Gister, Joseph Wigfall, Timothy Reed, Shelley Price Amerikanskt gästspel 4 föreställningar |
| 1985 | Kent                                                  | Kent Andersson, Carl-Axel Dominique och Monica Dominique                                                | Olle Ljungberg            | Premiär 11 januari 1985 Kent Andersson, Evabritt Strandberg, Monica Dominique, Anders Linder, Biggles Sohlberg, Gals and Pals Koreografi Sonja Gube |
| 1985 | Jesus Christ Superstar                                | Andrew Lloyd-Webber och Tim Rice Översättning Britt G. Hallqvist                                        | Julie Arenal              | Premiär 3 oktober 1985 Bruno Wintzell, Roger Pontare, Annika Skoglund, Cornelis Vreeswijk, Peter Harryson, Rico Rönnbäck, Björn Wikström, Göran Rydh, David Båvenholm, Saeed Hooshidar, Robert Biggles Sohlberg, Susanne Häll, Scotti L. Preston, Dave Nerge, Roberto Gonzalez, Nicke Wagemyr, Peter Hallström, Jon Berger, Mark Dowling, Bengt Grönning, Per Andersson, Elisabeth Sjöström, Brita Theresa Norman, Maria Fabien, Ariana Pizzignacco, Elisabeth Sterner, Åsa Törnkvist, Anna Bella Munter Scenografi Annabella Carlander, Kostym Carina Dangoor, Ljus Torkel Blomquist               |
| 1986 | A Star is Torn                                        | Robin Archer och Rodney Fisher Översättning Rune Blom                                                   | Olle Ljungberg Sonja Gube | Premiär 1 mars 1986 Evabritt Strandberg Kostym Christer Lindarw Flyttad från Scalateatern |
| 1986 | Ringo                                                 | Birgitta Götestam, Göran Arnberg och Magnus Fermin                                                      | Birgitta Götestam         | Premiär 24 oktober 1986 Charlotte Ardai, Gunwer Bergkvist, Tor Isedal, Christina Schollin, Niclas Wahlgren, Terje Thoresen, Olle Ljungberg, Per Bristow, Görel Crona, Lena Gustafson, Joakim Jennefors, Johanna Jernström, Mikael Johansson, Charlott Strandberg, Mikael Strid, Katrin Sundberg, Tomas Tivemark Koreografi Katrin Sundberg, Scenografi Bengt Peters, Kostym Inger Pehrsson 22 föreställningar |
| 1987 | Tjuren Ferdinand                                      | Birgitta Götestam, Andreas Aarflot, Mats Lindberg, Lennart Simonsson och Ari Stockås                    | Birgitta Götestam         | Premiär 1 oktober 1987 Niclas Wahlgren, Ulla Sallert, Charlotte Ardai, Lars Fager, Joakim Jennefors, Görel Crona, Cecilia Haglund, Hans Wahlgren, Linus Wahlgren, Tomas Tivemark, Lena Gustafson, Terje Thoresen, Britta Pettersson Koreografi Birgitta Larsson, Scenografi Eva Broms, Kostym Ulla Oddsdotter |
| 1992 | Madicken                                              | Astrid Lindgren                                                                                         | Pernilla Skifs            | Premiär 19 september 1992 Marie Serneholt, Jacob Ivstam, Nadine Legros, Jasmine Heikura, Beatrice Orler, Per Ragnar, Louise Edlind-Friberg, Stig Grybe, Suzanne Ernrup, Sune Mangs, Terje Thoresen, Lena Hansson Scenografi Mia Wassberg |
| 1992 | Ryck mig i slipsen                                    | Staffan Götestam och Sture Nilsson                                                                      | Staffan Götestam          | Premiär 28 oktober 1992 Stig Grybe, Gösta Krantz, Mona Seilitz, Fredrik Ohlsson, Charlotte Ardai, Lena Hansson, Terje Thoresen, Pontus Helander, Jonas Eriksson, Björn Stråby, Andreas Lundstedt, Anna Eiding, Git Kraghe |
| 1993 | Buddy – The Buddy Holly Story                         | Alan Janes och Rob Bettinson Översättning Ture Rangström                                                | Tony Verner               | Premiär 18 september 1993 Patrik Lundström, Birgitte Söndergaard, Gert Fylking, Dan Ekborg, Göran Rydh, Steve Kratz, Toni Wilkens, Mia Lexö, Joakim Jennefors, Ola Forssmed Kostym Nonno Nordqvist |
| 1993 | Karlsson på taket                                     | Astrid Lindgren                                                                                         | Pernilla Skifs            | Premiär 9 oktober 1993 Pontus Gustafsson, Mikael Haack, Niklas Lind, Suzanne Ernrup, Anders Sundquist, Stig Grybe, Terje Thoresen, Ola Forssmed, Louise Asplund, Pontus Lantz, Daniel Jonsson, Nadine Legros, Linnea Roxeheim, Johan Falkenberg, Kristian Åberg Scenografi Mia Wassberg, Kostym Charlott Axenström |
| 1995 | Sound of Music                                        | Richard Rodgers och Oscar Hammerstein II Översättning Lars Sjöberg                                      | Trond Lie                 | Premiär 7 september 1995 Carola Søgaard, Tommy Körberg (1995-1996), Christer Sjögren (1997), Suzanne Brenning, Annie Ehrlin, Niels Dybeck, Meta Velander, Monica Einarson, Per Morberg, Peter Palmer, Bengt Järnblad Kapellmästare Jan Radesjö, Koreografi Annika Sjögren-Hansson 429 föreställningar |
| 1998 | Miss Saigon                                           | Claude-Michel Schönberg, Alain Boublil och Richard Maltby, Jr.                                          | Trond Lie                 | Premiär 22 januari1998 Stefan Sauk, Divina Sarkany, Christina von Kern, Niklas Andersson, Johan Boding, Thomas Flores, Sofia Källgren, Malena Laszlo |
| 1999 | Annie                                                 | Charles Strouse, Thomas Meehan och Martin Charnin                                                       | Trond Lie                 | Premiär 9 september 1999 Sven-Bertil Taube, Lotta Engberg, Tina Leijonberg, Charlott Strandberg, Lars-Göran Persson, Sara Lindh, Frida von Schewen, Maria Hazell och Emilia Brown |
| 2001 | Rent                                                  | Jonathan Larson                                                                                         | Nick Bye                  | Premiär 26 januari 2001 Jakob Stadell, Fredrik Swahn, Thérèse Andersson, Sarah Dawn Finer, Conny Bäckström, Daniel Engman, Anna Widing Kostym Lars-Åke Wilhelmsson |
| 2001 | Trollkarlen från Oz The Wizard of Oz                  | | Staffan Götestam          | Premiär 7 oktober 2001 Pernilla Wahlgren, Mona Seilitz, Ola Rundcrantz, Ola Forssmed, Dan Ekborg, Stig Ossian Eriksson Kostym Lars-Åke Wilhelmsson |
| 2002 | Pippi Långstrump                                      | Astrid Lindgren                                                                                         | Staffan Götestam          | Premiär 16 oktober 2002 Pernilla Wahlgren, Per Eggers, Mona Seilitz, Ola Forssmed, Ola Rundcrantz, Lizette Pålsson, Niclas Wahlgren Koreografi Roine Söderlundh, Scenografi Bengt Peters, Kostym Lars-Åke Wilhelmsson |
| 2003 | Stars                                                 | Staffan Götestam, Nick Bye, Anders Berglund och Sture Nilsson                                           | Nick Bye                  | Premiär 25 september 2003 Dan Ekborg, Petra Nielsen, Linus Wahlgren, Johan Wahlström, Per Eggers, Claes Ljungmark, Magnus Borén, Kent Malmström Kostym Lars-Åke Wilhelmsson |
| 2004 | Grease                                                | Jim Jacobs och Warren Casey                                                                             | Bjarni Haukur Thorsson    | Premiär 26 september 2004 Pernilla Wahlgren, Rennie Mirro, Kim Sulocki, Malena Laszlo, Ola Forssmed, Monica Einarson, Malin Sjöquist, Peter Öberg Kostym Lars-Åke Wilhelmsson |
| 2005 | Skönheten och odjuret Beauty and the Beast            | Alan Menken, Howard Ashman och Tim Rice                                                                 | Hans Berndtsson           | Premiär 26 december 2005 Charlotte Perrelli, Fred Johanson, Linus Wahlgren, Anders Öjebo, Per Eggers, Ola Forssmed, Vicki Benckert, Tua Åberg, Karolina Krigsman Koreografi Gunilla Ohlsson Scenografi och kostym Mathias Clason |
| 2006 | Rent                                                  | Jonathan Larson Översättning Ulricha Johnson och Ture Rangström                                         | Jan Åström Roger Lybeck   | Premiär 25 september 2006 Lars Säfsund, Linda Bengtzing, Linus Wahlgren, Conny Bäckström, Daniel Engman, Cecilia Wrangel, Jessica Heribertsson Kapellmästare Josef Rhedin, Scenografi Mats Jacobsson, Kostym Lars-Åke Wilhelmsson |
| 2007 | Sound of Music                                        | Richard Rodgers och Oscar Hammerstein II                                                                | Staffan Götestam          | Premiär 29 september 2007 Pernilla Wahlgren, Tommy Nilsson, Johan Wahlström, Malena Laszlo, Ulrika Liljeroth, Fillie Lyckow, Gert Fylking |
| 2008 | Sune                                                  | Anders Jacobsson och Sören Olsson och Martin Landh                                                      | Fredde Granberg           | Premiär 11 oktober 2008 Benjamin Wahlgren Ingrosso, Magdalena in de Betou, Joakim Jennefors, Emilia Brown, Antonio Book Toledano, Anno Lindblad, Anna Book, Emilia Berglind, Agnes Berg , Rickard Olsson, Linda Rapp Koreografi Sabina Dalfjäll, Scenografi Gill Stenfors, Kostym Jan Hansson |
| 2009 | High School Musical                                   | David Simpatico Översättning Hugo Carlsson och Henrik Widegren                                          | Eva Rydberg               | Premiär 16 januari 2009 Caroline Johansson Kuhmunen, David Lindgren, Annika Herlitz, Martin Redhe Nord, Rigmor Grönwall Koreografi Siân Playsted |
| 2009 | The Buddy Holly Musical Buddy – The Buddy Holly Story | Alan Janes och Rob Bettinson                                                                            | Pontus Ströbaek           | Premiär 12 februari 2009 Brolle, Robert Carlsson, Daniel Bingert, Jörgen Wall, Kristina Lindgren, Jesper M. Sjöberg, Pablo Cepeda, Annika Herlitz |
| 2010 | Grease - den svenska versionen                        | Jim Jacobs och Warren Casey Översättning Anders Lundin                                                  | Hans Marklund             | Premiär 4 september 2010 Marie Serneholt, Sebastian Karlsson, Sara Sommerfeld, Ewa Fröling, Claes af Geijerstam, Annika Herlitz, Anton Lundqvist |
| 2011 | Romeo och Julia                                       | Úlfur Eldjárn Översättning Calle Norlén                                                                 | Morgan Alling             | Premiär 31 december 2010 Måns Zelmerlöw, Lisette Pagler, Loa Falkman Koreografi Fredrik Rydman och Jennie Widegren, Scenografi och kostym Lehna Edwall |
| 2012 | Jesus Christ Superstar                                | Andrew Lloyd-Webber och Tim Rice Översättning Ola Salo                                                  | Ronny Danielsson          | Premiär 8 april 2012 Ola Salo, Patrik Martinsson, Fred Johanson, Anna Sahlene, Jan Åström, Jan Modin, Johan Wahlström, Anders Gjønnes, Johan Karlsson, Magnus Sjögren, Martin Kagemark, Robert van der Zwan, Stefan Nykvist, Emil Nyström, Erik Høiby, Kristoffer Hellström, Lars Säfsund, Magnus Borén, Oscar Pierrou Lindén, Tommy Englund, Marcus Söderberg, Ulrika Liljeroth, Annika Herlitz, Paula Santa Eufemia, Charlotte Zettergren, Anette Belander, Cecilia Wrangel Koreografi Roger Lybeck, Scenografi Martin Chocholousek, Kostym Camilla Thulin                                        |
| 2013 | Priscilla, Queen of the desert                        | Stephan Elliott och Allan Scott Översättning Calle Norlén                                               | Simon Phillips            | Premiär 21 september 2013 Björn Kjellman, Patrik Martinsson, Erik Høiby, Mikael Tornving, Pernilla Wahlgren, Lisa Stadell, Anna Werner, Annika Herlitz, Jenny Asterius Persson, Caroline Sehm, Joel Almroth, Niklas Löjdmark, David Sigfridsson, Daniel Mauricio Johansson, Nils Boyer, Oliver Lohk, Grim Lohman, Daniel Gill, Henrik Jessen, Magnus Borén, Nils Sundberg, Johan Klarbrandt, Andrew Gordon Watkins, Tommy Englund, Henric Flodin, Johanna Halvardsson, Tezzla Flormo Koreografi Ross Coleman och Andrew Hallsworth, Scenografi Brian Thomson, Kostym Tim Chappel och Lizzy Gardiner |
| 2014 | Evita                                                 | Andrew Lloyd-Webber och Tim Rice Översättning Rikard Bergqvist                                          | Ronny Danielsson          | Premiär 27 september 2014 Charlotte Perrelli, Daniel Engman, Patrik Martinsson, Lisa Stadell, Rolf Lydahl, Annika Herlitz, Micaela Sjöstedt, Denise Holland Bethke, Vera Prada, Paula Santa Eufemia, Kitty Chan, Jenny Fromm Sehlstedt, Charlotte Zettergren, Victor Molino Sanchez, Niklas Löjdmark, Nils Sundberg, Henrik Jessen, Tommy Englund, David Joseph, Johan Klarbrant, Fredrik Lexfors, Johan Karlsson, Gerrard Carter Koreografi Per-Magnus Andersson, Scenografi Martin X Chocholousek, Kostym Camilla Thulin                                                                          |
| 2015 | Förklädet The Drowsy Chaperone                        | Bob Martin, Don McKellar, Lisa Lambert och Greg Morrison Översättning Edward af Sillén och Calle Norlén | Edward af Sillén          | Premiär 12 september 2015 Björn Kjellman (2015-2016), Peter Magnusson (2016), Maria Lundqvist, Pernilla Wahlgren, Hanna von Spreti, Rennie Mirro, Ann-Louise Hanson, Kim Sulocki, Ola Forssmed, Alexander Larsson, Per Eggers, Andreas Nilsson, Pierre Oxenryd, Sanna Martin, Magnus Borén, Anna Hansson, Cecilia Wrangel, Viktor Johnsson Koreografi Per-Magnus Andersson, Scenografi Marcus Englesson, Kostym Camilla Thulin |
| 2016 | Hedwig and the Angry Inch                             | John Cameron Mitchell och Stephen Trask Översättning Pia Gradvall och Magnus Skogsberg Tear             | Hugo Hansén               | Premiär 6 maj 2016 Ola Salo, Lisa Stadell Koreografi Denise Holland Bethke, Scenografi Marcus Englesson, Kostym Ann-Sofie Nyberg |
| 2016 | Bullets over Broadway                                 | Woody Allen Översättning Calle Norlén                                                                   | Emma Bucht                | Premiär 10 september 2016 Helen Sjöholm, Johan Rheborg, Johan Rabaeus, Linus Wahlgren, Shima Niavarani, Andreas Nilsson, Per Svensson, Katrin Sundberg, Lisa Stadell, Henrik Johansson, Charlotte Zettergren, Hanna Leffler, Hanna Carlbrand, Maria Wulcan, Ulrika Ånäs, Victor Molino, Nils Sundberg, Frank Sehlstedt, David Dalmo, Erik Höiby, Tommy Englund Koreografi Denise Holland Bethke, Kapellmästare Kristofer Nergårdh, Scenografi Anna Asp, Kostym Camilla Thulin |
| 2021 | Forever Piaf                                          | Rikard Bergqvist                                                                                        | Rikard Bergqvist          | Premiär 1 oktober 2021 Beata Ernman, Malena Ernman, Björn Kjellman, Tina Leijonberg, Anna Thiam, Jesper Sjöberg, Fredrik Wentzel, Pontus Wonkavaara, Caroline Gustafsson, Nikola Stankovic, Veronika Wallentin Scenografi Mats Sahlström, Koreografi Annika Lindqvist, Kostymdesign Jonna Bergelin, Musikaliskt ansvarig Kristofer Nergårdh |
| 2023 | Hair                                                  | James Rado, Gerome Ragni och Galt MacDermot Översättning Rikard Bergqvist                               | Rikard Bergqvist          | Premiär 28 januari 2023 Moonica Mac, Viktor Norén, Lucas Krüger, Prince Mpedzisi, Emil Henrohn, Roshi Hoss, Mary N´diaye, Caroline Gustafsson, Norea Sandberg, Cedrik Hammar, Charlie Grönvall, Simon Rubin, Emil Lignell, Lærke Boysen, Yandeh Sallah Koreografi Ambra Succi, Scenografi Mats Sahlström, Kostymdesign Jonna Bergelin, Ljusdesign Mikael Kratt, Kapellmästare Albin Grahn |
| 2024 | Lazarus                                               | David Bowie och Enda Walsh Översättning Stefan Larsson                                                  | Stefan Larsson            | Premiär 15 februari 2024 Linus Wahlgren, Simon J. Berger, Tove Styrke, Lisa Larsson, Christopher Wollter, Björn Bengtsson, James Lund, Charlotte Zettergren, Erik Høiby, Natasja Jean Charles Musikaliskt ansvarig Kristofer Nergårdh, Scenograf Sven Haraldsson, Ljusdesign Torben Lendorph, Kostymör Ann Bonander Looft |
| 2024 | De’ e’ det här vi kallar kärlek                       | Monica Forsberg och Ingela ”Pling” Forsman                                                              | Hans Marklund             | Premiär 26 september 2024 Elisa Lindström , Magnus Skogsberg, Nando Fuentes Vargas, Robert Rydberg, Stefan Clarin, Jakob Stadell, Frida Bergh, Rebecka Landing, Elin Malmborg, Daniel Stigberg, Ellen Weston, Emilia Berglind, Johan Larsson, Fabian Engstrand, Simon Laufer, Elena Franzén, Mina Christoffersson, Jakob Agerlo Koreografi och scenografi Hans Marklund, Kostymdesigner Marianne Lunderquist, Kapellmästare Björn Claeson |